# 竹中七海
竹中 七海（たけなか ななみ、1998年12月2日 - ）は、日本の新体操選手。みなみ新体操クラブ所属。愛知県出身。名古屋経済大学市邨高等学校卒業。 日本女子体育大学卒業。

## 人物
- 身長163cm、体重44キロ。
- 好きな手具はリボン。
- 好きな言葉は「初心忘るべからず」
- 得意技は「パンシェターン」

## 経歴
- 2003年 - 新体操を始める。
- 2015年 - フェアリージャパンに選出される[2]。
- 2016年 - リオデジャネイロオリンピック新体操団体メンバーに補欠として選出された[3]。
- 2017年11月 - 平成29年度、愛知県スポーツ顕彰で杉本早裕吏とともに表彰を受ける。
- 2018年3月 - 日本体操協会  協会三賞 栄光賞を受賞 [4]。
- 2024年 - 現役引退を トヨタイムズ スポーツ内で発表 [5]

## 主な試合結果
- 新体操W杯イタリア大会（2017年4月8日）
  - 当日負傷した熨斗谷さくらに代わり、メンバーとして出場。
- 2017年6月、新体操チャレンジ杯スペイン（グアダラハラ）大会決勝フープ優勝、ロープ＆ボール3位。
- 2017年8月 新体操チャレンジ杯ベラルーシ大会総合35.250点3位
  - 5フープ18.050点、3ボール2ロープ17.200点 [6]
- 2017年9月2日 - 世界選手権（イタリア）団体総合3位。
- 2017年9月3日 - 世界選手権 （イタリア）種目別
  - ボールロープ 18.650点 2位
  - 5フープ 18.600点 3位 [7]
- 合計メダル3個獲得に貢献する。
- 2019年2月17日 - モスクワグランプリ（ロシア）
  - ボール5のメンバー入り。22.800点で優勝に貢献する（フェアリージャパンは「フープ3＆クラブ2」の種目も出場したが、竹中はメンバーから外れ、代わりに横田葵子がメンバー入りしている）[8]